# Capilla abierta

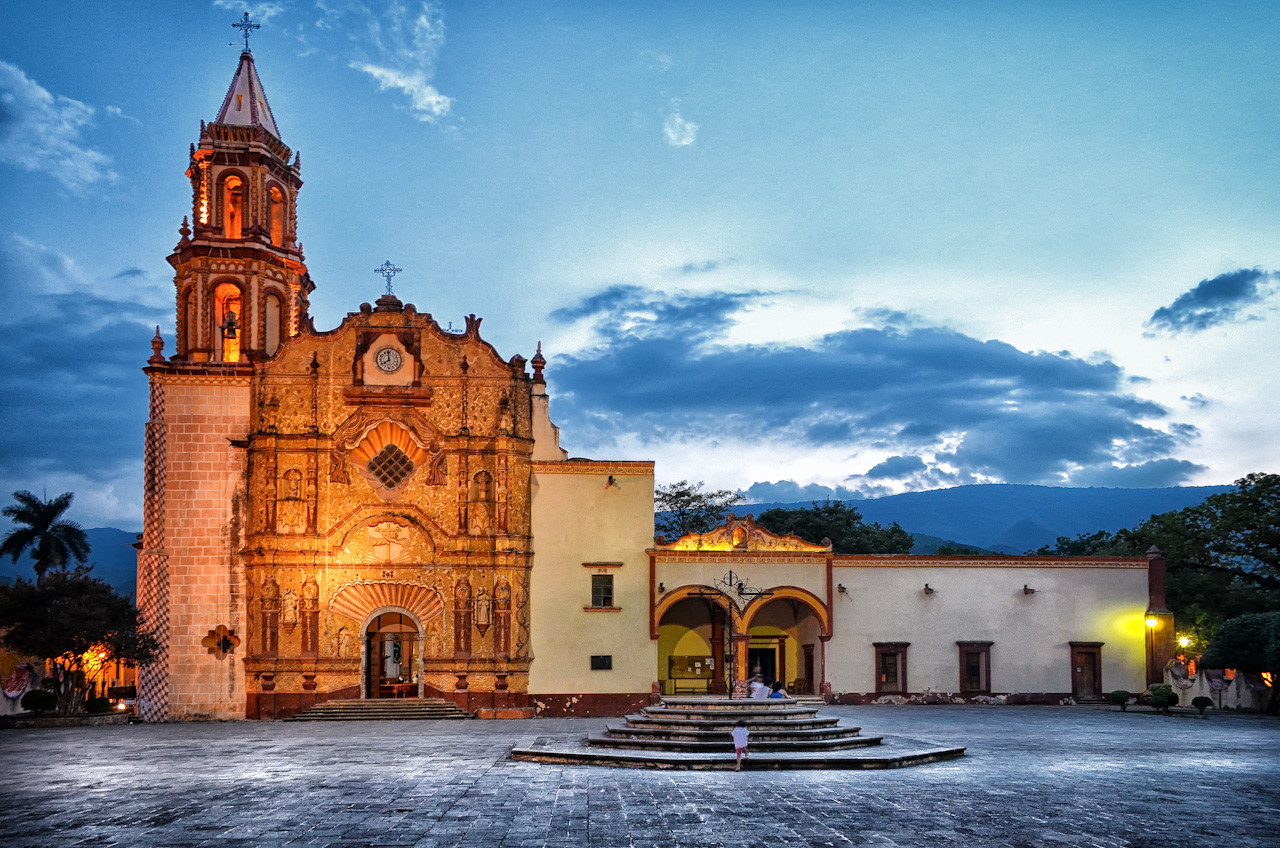
Zweibogige Capilla abierta an der Franziskanermission von Santiago de Jalpan in Jalpan de Serra, Querétaro

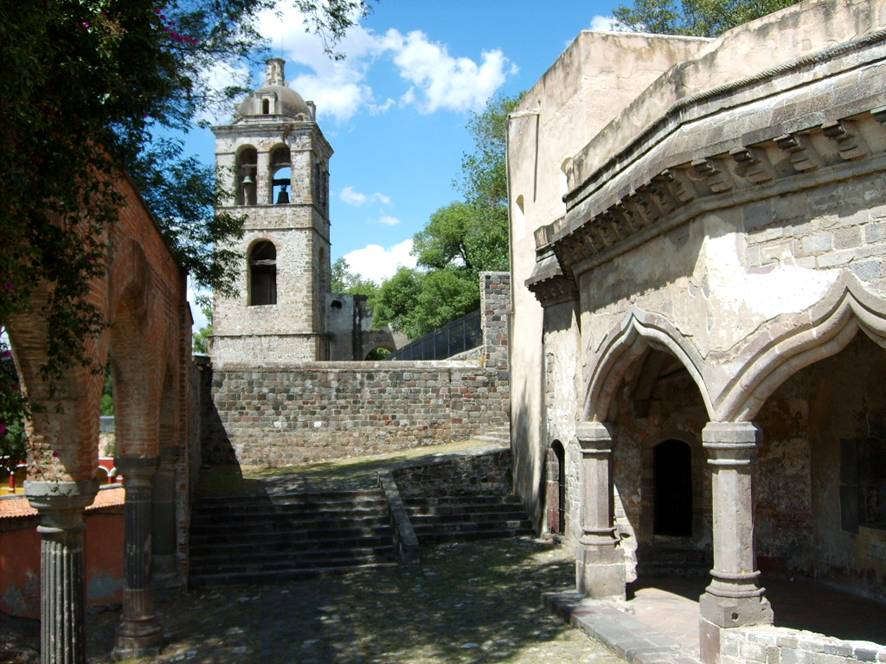
Glockenturm und Capilla abierta am ehemaligen Kloster San Francisco de Asís in Tlaxcala, Tlaxcala

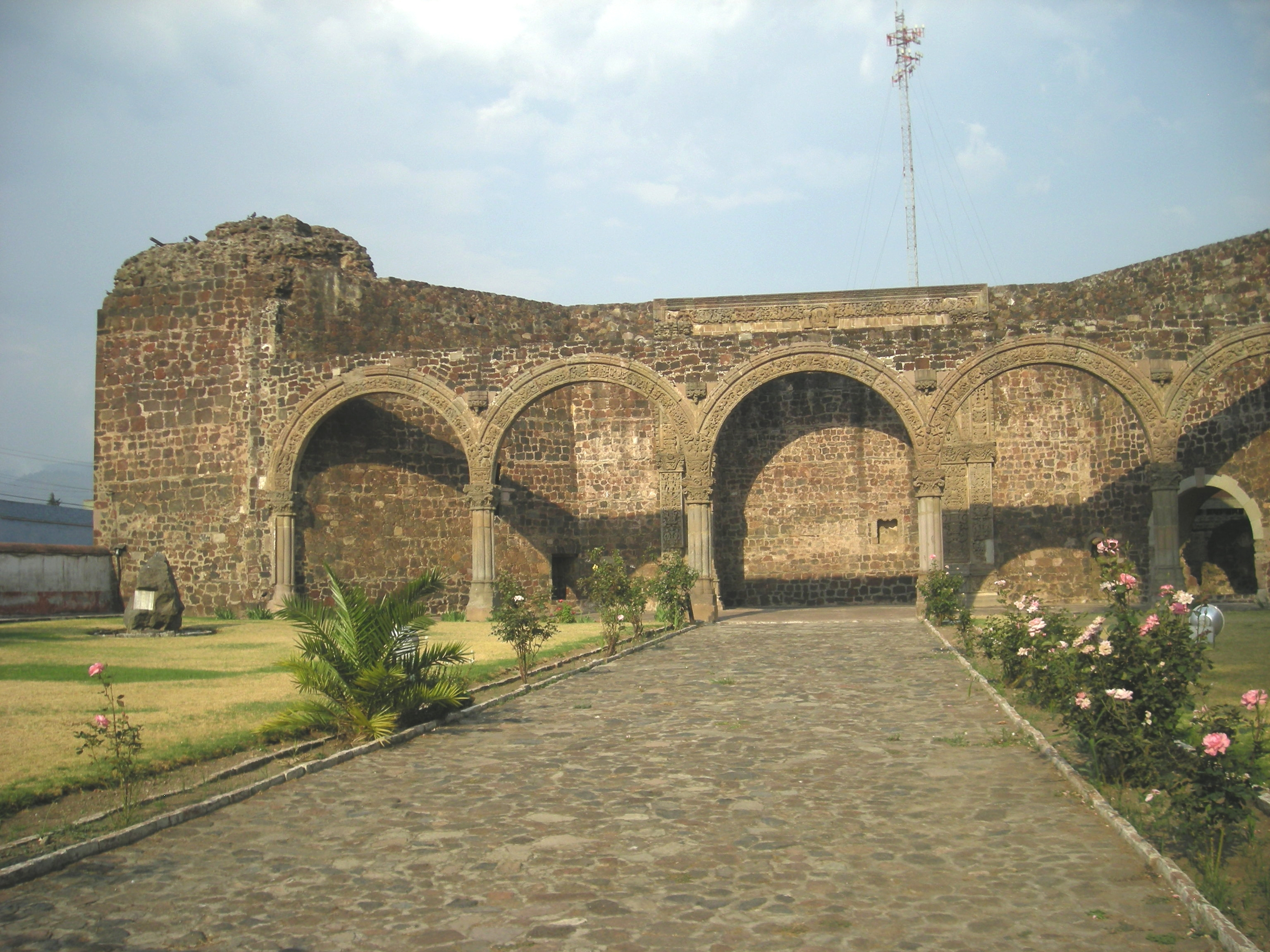
Mehrbogige Capilla abierta am ehemaligen Kloster San Luis Obispo in Tlalmanalco, México

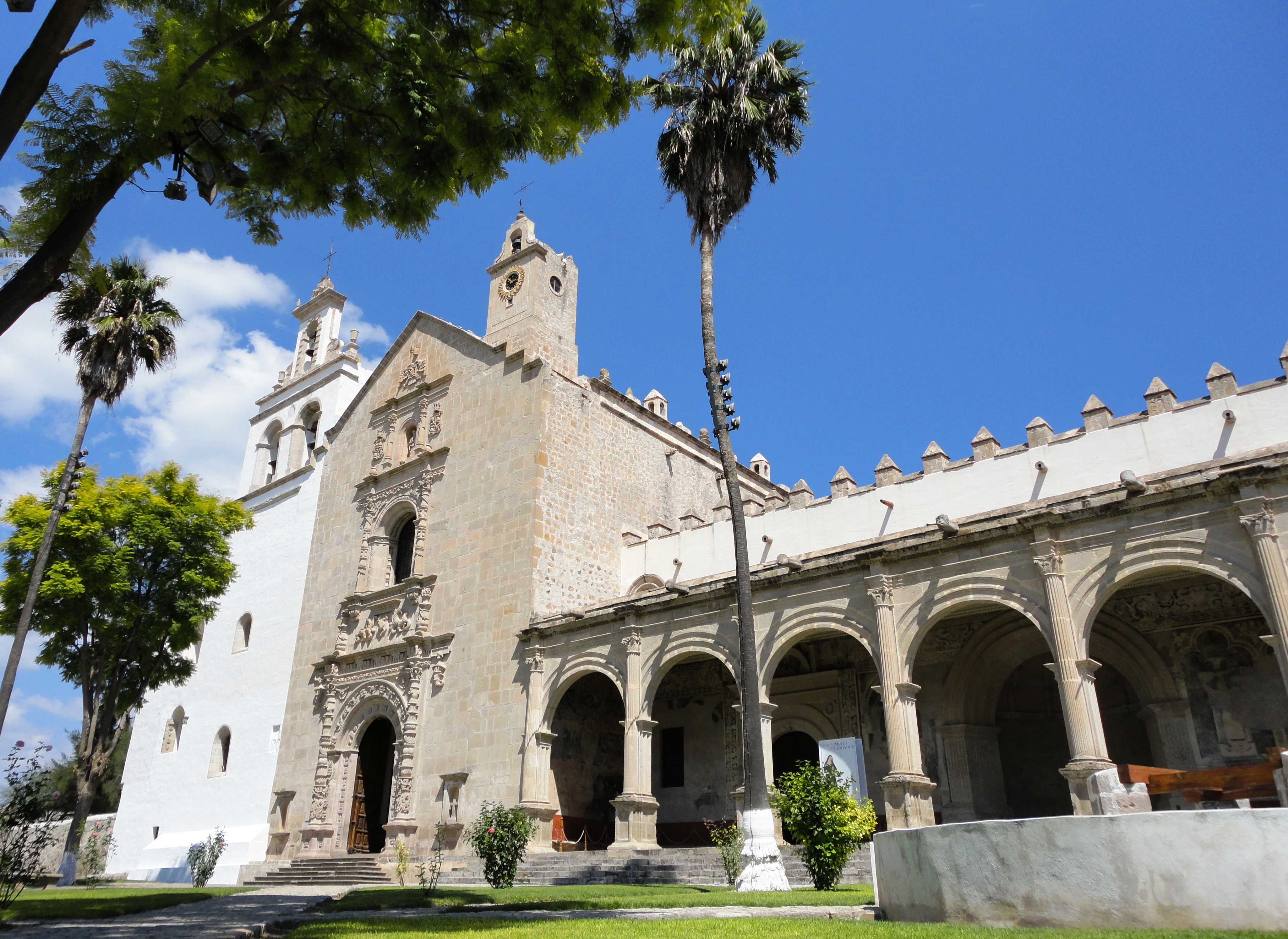
Mehrbogige Capilla abierta am ehemaligen Kloster Santa María Magdalena in Cuitzeo, Michoacán

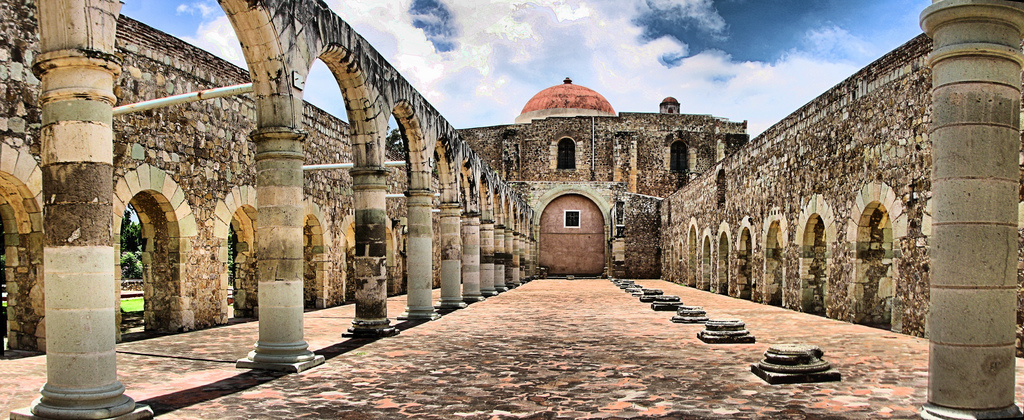
Capilla abierta vor dem ehemaligen Kloster Santiago Apóstol in Cuilápam de Guerrero, Oaxaca

Der spanische Begriff Capilla abierta (manchmal auch Capilla de Indios) beschreibt die architektonische Bauform offener Kapellen, wie sie in Neuspanien seit dem 16. Jahrhundert, hauptsächlich von den Bettelorden der Franziskaner und Dominikaner errichtet wurden, um nach der spanischen Eroberung Mexikos die zahlreichen Angehörigen der indigenen Völker missionieren zu können.

## Architektur
Anstelle eines seitlich geschlossenen und überdachten Kirchenraumes befand sich vor dem Sakralraum einer Capilla abierta jeweils eine offene Freifläche, auf der eine große Menschenmenge den Gottesdiensten beiwohnen konnte. Durch den Bau solcher offener Kapellen anstelle großer Kirchenbauten war zum einen eine rasche Fertigstellung gewährleistet, zum anderen konnte mit der Durchführung der Gottesdienste unter freiem Himmel an die Bräuche der indigenen Einwohner angeknüpft werden, die es nicht gewohnt waren, den von Priestern zelebrierten religiösen Zeremonien in geschlossenen Räumen beizuwohnen. Die Bauform wurde aufgrund ihrer Zweckmäßigkeit letztendlich von allen Ordensgemeinschaften anerkannt, wobei verschiedene Bauvariationen vorkamen – so gibt es ein- oder mehrbogige Capillas abiertas, die sich auf eine – meist ummauerte – Freifläche hin öffneten (z. B. in Tzintzuntzan). Ein ganz außergewöhnliches Beispiel ist die ehemals dreischiffige Capilla abierta von Cuilápam de Guerrero bei Oaxaca.
Die Balkonfenster in den Fassaden vieler Kathedral- und Klosterkirchen Neuspaniens konnten demselben Zweck dienen; der Hauptplatz (Plaza Mayor) einer Stadt war dann der „Kirchenraum“.

## Erhaltung
In späterer Zeit wurden viele dieser ursprünglichen Bauten abgerissen und durch Kirchen ersetzt. Erhaltene offene Kapellen finden sich noch an den zum UNESCO-Welterbe gehörenden Missionsstationen am Fuße des Popocatépetl sowie an den Franziskanermissionen in der Sierra Gorda; auch in Cuernavaca, Tlaxcala, Cuitzeo, Yanhuitlán und einigen Missionskirchen auf der Halbinsel Yucatán (z. B. in Dzibilchaltún und Maní) sind sie noch vorhanden.